# جاك فرانسوا (ممثل مسرحي)
جاك فرانسوا (بالفرنسية: Jacques François)‏ (و. 1920 – 2003 م) هو ممثل مسرحي، وممثل أفلام فرنسي، ولد في باريس، توفي في باريس، عن عمر يناهز 83 عاماً.

## التعليم
تعلم في المعهد الوطني العالي للفنون الدرامية ‏، وتعلم في مدرسة رينيه سيمون للفنون الدرامية ‏
.

## جوائز
حصل على جوائز منها:

وسام الفنون والآداب الفرنسي

## وصلات خارجية
- جاك فرانسوا على موقع IMDb (الإنجليزية)
- جاك فرانسوا على موقع ألو سيني (الفرنسية)
- جاك فرانسوا على موقع أول موفي (الإنجليزية)
- جاك فرانسوا على موقع قاعدة بيانات الأفلام السويدية (السويدية)
- جاك فرانسوا على موقع ديسكوغز (الإنجليزية)
- جاك فرانسوا على موقع قاعدة بيانات الفيلم (الإنجليزية)
- جاك فرانسوا على موقع كينوبويسك (الروسية)